# Фантомас (фильм, 1946)
«Фантомас» (фр. Fantômas) — фильм Франции. Фильм снят по мотивам романов о Фантомасе, написанных Марселем Алленом в одиночку. Режиссёр: Жан Саша (Jean Sacha).

## Сюжет
Фантомас поднимает Париж на уши своим внезапным возвращением, его выросшая дочь Элен выходит замуж за журналиста Фандора, напарника инспектора Жюва. Фантомас не желает видеть свою дочь взрослеющей и потому противится её браку, особенно браку с Фандором. Поэтому он убивает мэра и сам занимает его место, делая тем самым брак не действительным.
Скрывающийся в парижских катакомбах Фантомас желает убить всех жителей Парижа с помощью таинственного луча смерти, чем и шантажирует власти. Маньяк распространяет лучевой вирус, ежедневно убивая по 30 человек.
Жюв прячет Элен и Фандора у своего агента, бывшего преступника Артура, а сам начинает рыть носом землю в поисках своего закадычного врага. Однако Фандор выходит на улицу и вскоре попадает в ловушку Фантомаса, там же через некоторое время оказывается и Жюв, но ценой своей свободы их спасает Элен.
Прихватив свою дочь, Фантомас уезжает из города, однако Фандор и Жюв догоняют его грузовик и возвращают девушку себе, а сам грузовик с преступником взрывается на заминированном мосту. Фантомас мёртв, Элен наконец-то становится мадам Фандор.

## В ролях
- Марсель Эрран — Фантомас,
- Александр Риньо — комиссар Жюв,
- Симона Синьоре — Элен
- Люсьен Ле Маршан — леди Бельтам
- Андре Ле Галь — Жером Фандор
- Рено Мари — Жермен